# 托拜厄斯·哈斯林格

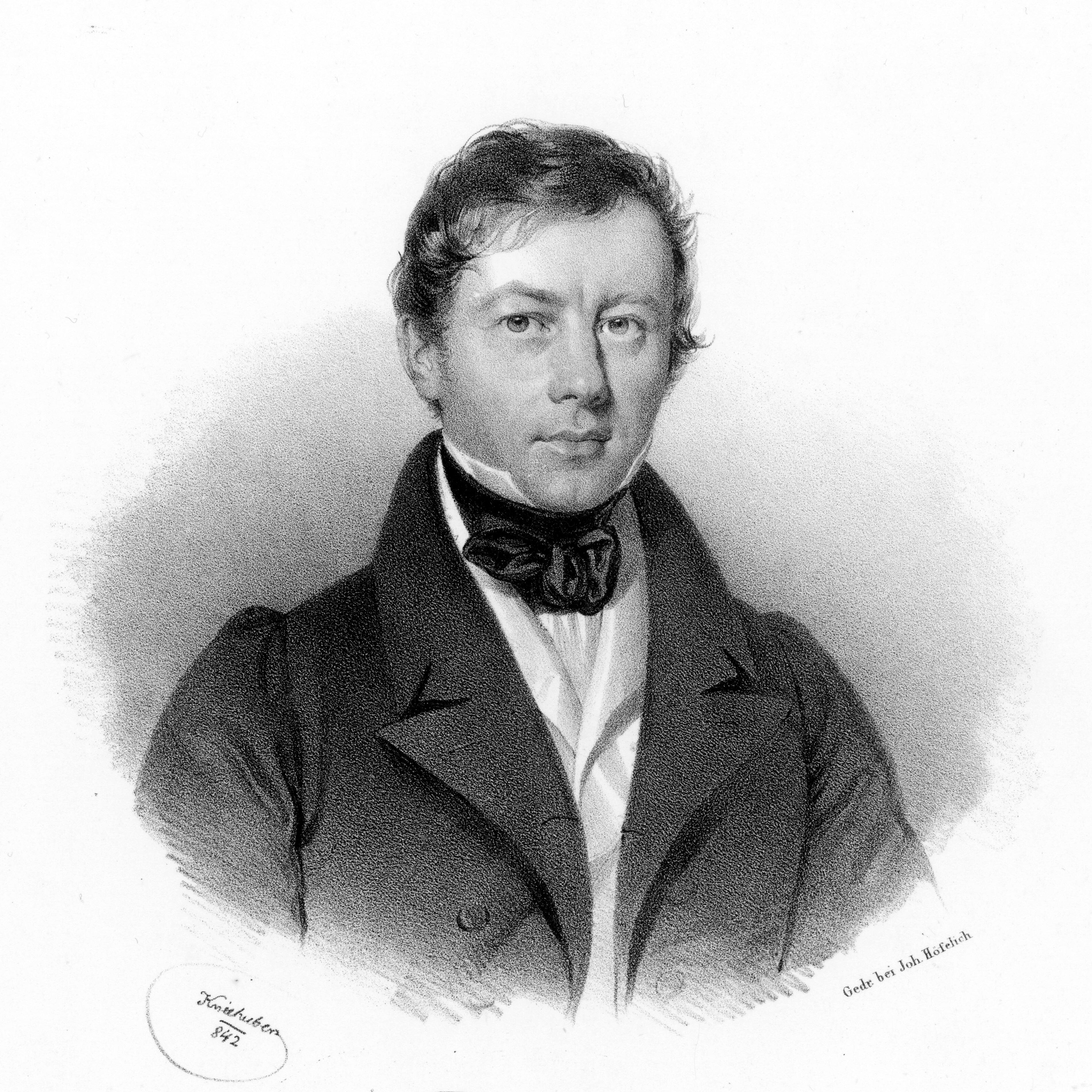
托拜厄斯·哈斯林格肖像，1842年由約瑟夫·克里胡貝爾所繪

托拜厄斯·哈斯林格（德語：Tobias Haslinger，1787年3月1日—1842年6月18日）是一名奧地利作曲家和音樂出版商。他曾出版貝多芬、班德爾、莫札特、舒伯特、胡梅爾、韋伯、史特蘭茲和蕭邦等作曲家的作品。